# Pie-grièche tigrine
Lanius tigrinus
Espèce
Statut de conservation UICN

 LC  : Préoccupation mineure
La Pie-grièche tigrine (Lanius tigrinus) est une espèce de passereau de la famille des Laniidae. C'est une espèce monotypique.
Cet oiseau vit en Asie de l'Est ; il hiverne dans le sud de la Chine et en Asie du Sud-Est.